# IC 342
أي سي 342 أو ك5 طبقا لكتالوج كالدويل (بالإنجليزية:IC 342) هي مجرة حلزونية من نوع SAB(rs) ترى في كوكبة الزرافة في النصف الشمالي للسماء. تبعد تلك المجرة الحلزونية (ذات مركز ضلعي) عنا نحو 11 مليون سنة ضوئية.
(بالمقارنة باتساع مجرتنا البالغ 200 ألف سنة ضوئية فقط). قطر هذه المجرة يبلغ 60 ألف سنة ضوئية.
تبدو تلك المجرة قريبة من خط الاستواء الفلكي، حيث يصعب على هواة الفلك والمحترفين مشاهدتها بسبب كثرة الغبار الذي يحجبها. وتعد مجرة آي سي 342 أحد أسطع مجرتين في مجموعة IC 342 / مافاي، وهي مجموعة مجرات تعتبر قريبة من مجموعتنا المحلية.
بواسطة التلسكوب الكبير المسمى مصفوف المراصد العظيم VLA استطاع العلماء العثور على سحابة من الأمونيا الساخنة في وسط المجرة IC 342، تبلغ درجة حرارة تلك سحابة من غاز الأمونيا نحو 412 كلفن - موجودة في مركز تلك المجرة. كما تبين قياسات طيف الأشعة الراديوية القادمة من تلك المجرة أنها تحتوي أيضا على أكسيد السيليكون.

## اكتشافها
اكتشفت المجرة آي سي 342 في عام 1895، واكتشفعا العالم الفلكي «وليام دينينغ». وكان إدوين هابل يعتقد في باديء الأمر أنها من ضمن مجموعتنا المحلية، ولكن مع الوقت وزيادة البحث تبين أنها لا تتبع مجموعة مجراتنا (المجموعة المحلية).
تأتي التسمية „IC“ من اختصار الدليل المفهرس (Index-Katalog), وهو أحد الفهارس الفلكية التي أسست في نهاية القرن 19 / وبداية القرن العشرين. ويختص الدليل المفهرس بالسدم والمجرات، والتجمعات النجمية، وعناقيد المجرات.

## وصلات خارجية
- NASA Astronomy Picture of the Day – 22 December 2010
- IC 342 (image included)
- IC 342 (mit Bild) am NOAO.edu
- http://www.astro-pics.com/342plm.htm IC 342

## المراجع

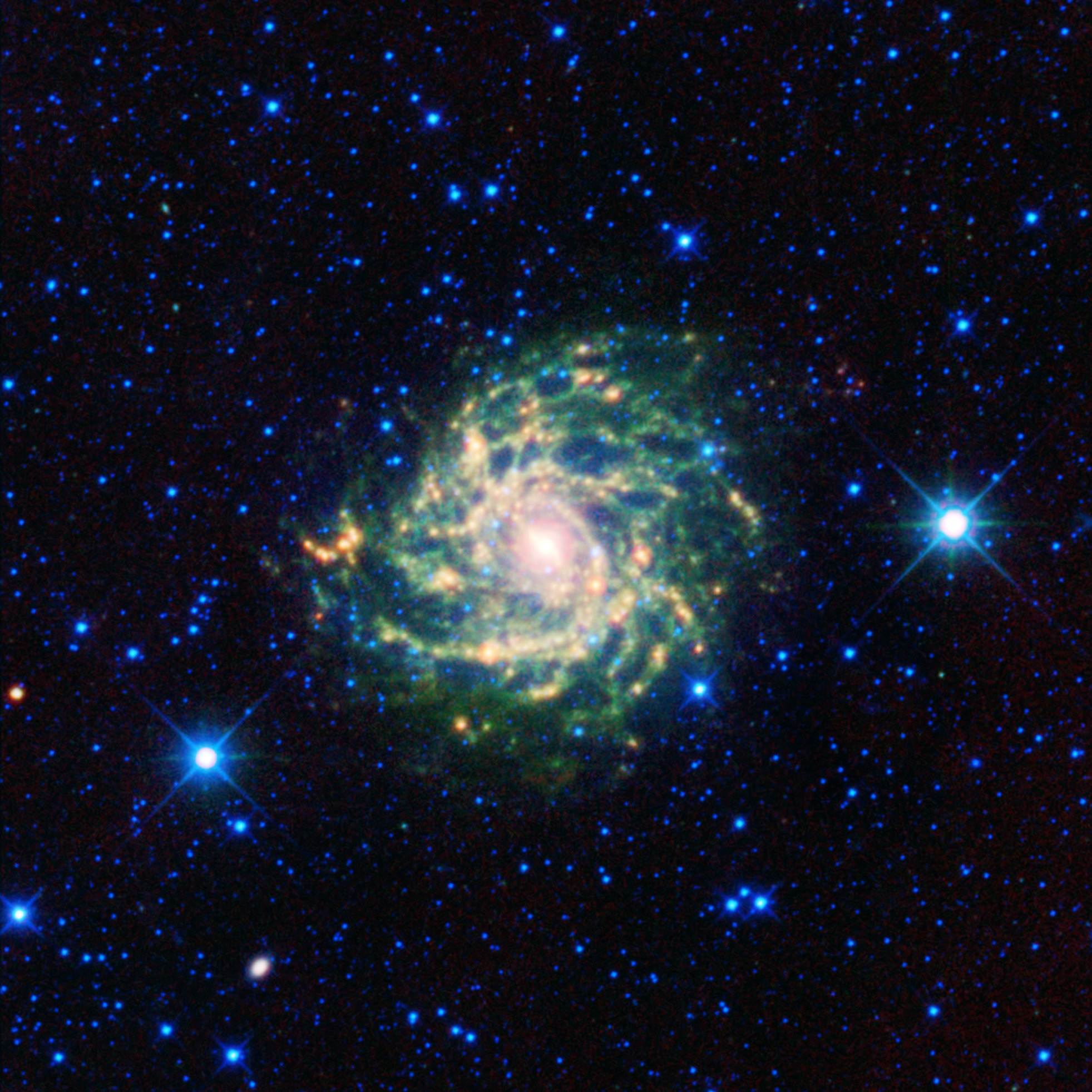
IC 342

## اقرأ أيضا
- كتالوج كالدويل
- مجرة حلزونية
- المجموعة المحلية
- سديم الهلال
- مجرة حلزونية قزمة